# William Stanley Jevons

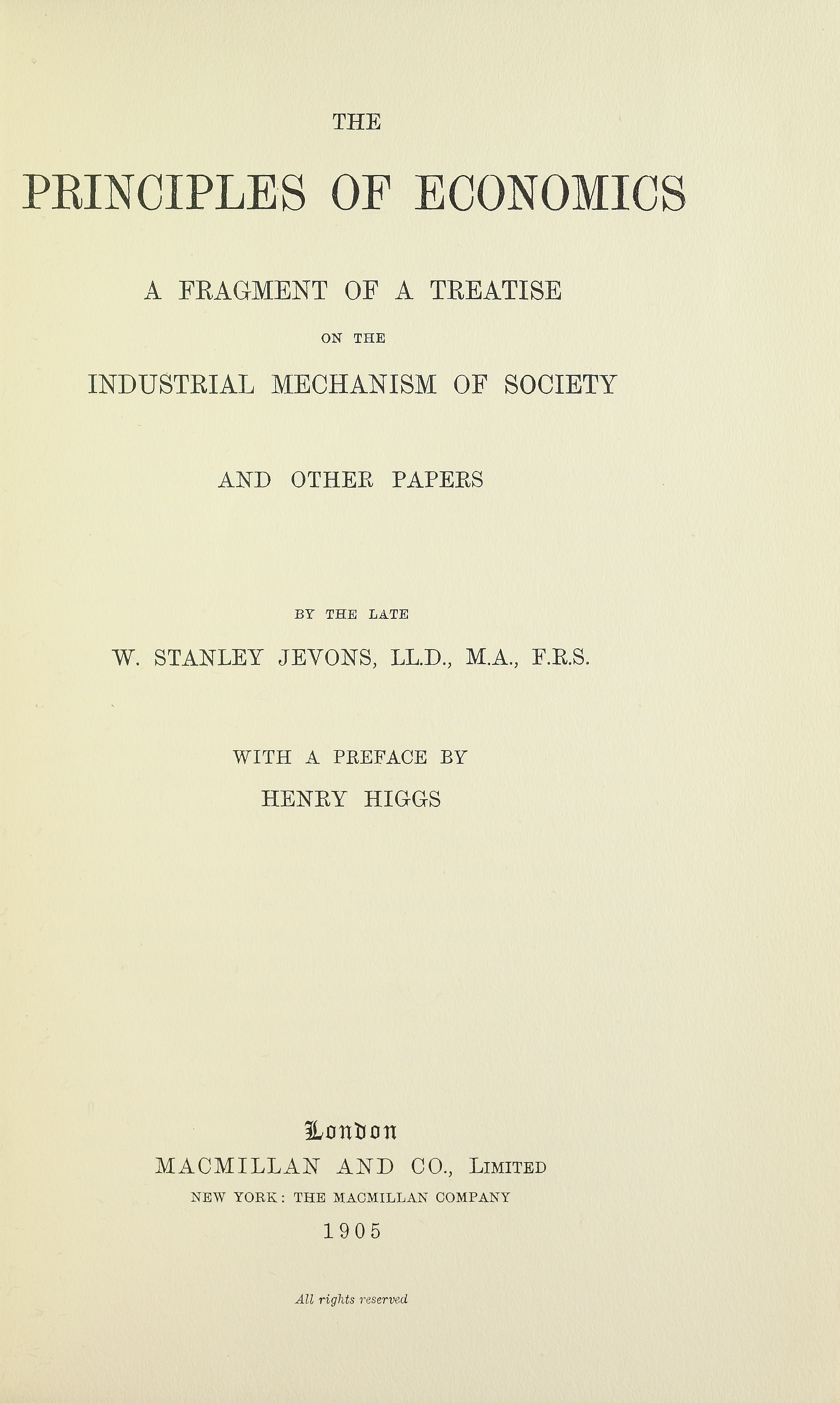
Principles of economics, 1905

William Stanley Jevons, född 1 september 1835 i Liverpool, död (genom drunkning) 13 augusti 1882 i Bixhill vid Hastings, var en brittisk nationalekonom och filosof. Han var tidigt ute med att tillämpa matematiska metoder på nationalekonomins område. Han var en av de som lade grunden till marginalanalysen. Han visade att det som främst påverkade människors grad av villighet att betala för varor är deras förväntade marginalnytta.

## Biografi
Jevons blev 1854 proberare vid myntverket i Sydney, återvände 1859 till Europa, återupptog samma år sina studier vid Londons universitet, där han 1863 avlade filosofie licentiatexamen samt utnämndes 1866 till professor i logik och moralfilosofi samt till docent i nationalekonomi vid Owens College i Manchester och 1875 till professor i nationalekonomi vid Londons universitet. 
Jevons var en av de främsta brittiska nationalekonomerna under 1800-talet och utövade en mångsidig författarverksamhet. Hans mest betydande gärning föll inom den teoretiska nationalekonomins område, där hans förnämsta arbete är The Theory of Political Economy (1871, översatt till flera språk). Han försökte där återuppbygga den nationalekonomiska vetenskapens system med bruksvärdet som hörnsten. Konsumtionen blev sålunda utgångspunkten för hans värdelära, som han utvecklade med den matematiska metoden och i vilken han gav de psykologiska faktorerna en dominerande plats. Det centrala i denna framställning är, att värdet helt bestäms av förnödenhetens nytta (förmåga att tillfredsställa människors önskningar eller behov), att graden av nytta står i omvänt förhållande till storleken av det befintliga förrådet och att den slutliga graden av nytta, "graden av nytta hos den sista tillökningen eller den nästa möjliga tillökningen med en mycket liten eller en oändligt liten mängd till det existerande förrådet", - att med andra ord: gränsnyttan utgör prisbestämningsmomentet (Jevons term "Final degree of utility" ersattes av Alfred Marshall med "Marginal utility"). 
Denna gränsnytteteori, vilken sedermera fullständigats av den österrikiska skolan, utformade Jevons med fullkomlig självständighet och utan kännedom om sina föregångare, såsom Hermann Heinrich Gossen och Antoine Augustin Cournot. I Money and Mechanism of Money (1875; översatt till flera språk) gav han en framställning av penningens funktioner. Postumt utgavs en samling avhandlingar under titeln Investigations in Currency and Finance (1884; ny upplaga 1909), där hans lika djärva som föga framgångsrika teori att sätta de kommersiella fluktuationernas periodicitet i förbindelse med solfläckarnas periodicitet framställs (teorin utvecklades sedermera av sonen, H. Stanley Jevons, i "Contemporary Review", 1909). 
I The State in Relation to Labour (1882) och Methods of Social Reform (samma år) behandlade Jevons skilda socialpolitiska problem. I sin ställning till statssocialistiska förslag och arbetarlagstiftningsfrågor följde han den benthamitiskt färgade satsen "Skall det öka måttet av lycka?" Samtidigt med att han själv var anhängare av frihandel, kom han ofta i nyss nämnda frågor, liksom i rent teoretiskt-nationalekonomiskt avseende, starkt i strid med den klassiska skolan. Stegen på förstatligandets och sociallagstiftningens väg fick emellertid tas endast efter ett noggrant iakttagande av erfarenheten och med stöd av samvetsgrant utvecklade analogibevis. Han hyste en viss misstänksamhet gentemot fackföreningarna och hoppades på deras övergång till kooperativa företag. Som statistiker begagnade sig han med stor skicklighet av den grafiska metoden och tillämpade med särskild framgång bruket av kurvor. 
Jevons utgav även flera arbeten i logik och vetenskapslära, bland annat Pure Logic, or the Science of Quality Apart from Quantity (1864), The Substitution of Similars (1869), båda i "Pure Logic and Other Minor Works" (utgiven av Robert Adamson och Harriet A. Jevons 1890), The Principles of Science (1874; tredje upplagan 1887) och Studies on Deductive Logic (1880). Elementary Lessons on Logic (1870) och Primer of Logic (1878) blev i England flitigt använda läroböcker och utgavs i många upplagor. Som logiker var Jevons en lärjunge av George Boole och upptog dennes uppfattning av omdömet som uttryck för en partiell identitet mellan subjekt och predikat. Slutledningen fattade han som en substitution av varandra liknande begrepp, enligt den av honom uppställda substitutionsprincipen (Principle of substitution).